# バイロン・ウィルコット
バイロン・ウィルコット（Byron Wilcott、1984年2月4日 - ）は、アメリカ合衆国のプロレスラー。ルイジアナ州シュリーブポート出身。

## 来歴
2004年、テキサス州を拠点とするPCW（Professional Championship Wrestling）にて本名名義でジェローム・ヤングとのシングルマッチにてプロレスラーデビューを果たす。リングネームをエンジェル・オブ・シン（Angel of Sin）へと変更し、このPCWを中心にACW（Anarchy Championship Wrestling）、NAWA（New Age Wrestling Alliance）といったテキサスを拠点とするインディー団体に参戦。2008年2月にはドイツ・ニーダーザクセン州を拠点とするDWA（Deutsche Wrestling Allianz）に遠征している。
2009年、WWEとディベロップメント契約を交わし入団。傘下団体であるFCWにてレノックス・マッケンロー（Lennox McEnroe）のリングネームで活動することになり、出場機会が多かったにもかかわらずWWEに昇進することが出来ずに2010年1月に解雇となった。
WWE解雇後、2011年よりRCW（Real Canadian Wrestling）、スタンピード・レスリング（STAMPEDE Wrestling）といったカナダのインディー団体に参戦し、2012年にはテキサス州やルイジアナ州を拠点とするNWA加盟団体にて活動するようになる。NWAテキソマではNWAテキソマヘビー級王座を巡ってティム・ストームと、そしてNWAヒューストンにてNWA北米ヘビー級王座を巡ってカーソンと抗争を展開するも両王座とも奪取することができなかった。
2013年1月11日、NWAヒューストンにてカーソンとNWA北米ヘビー級王座戦を行い見事に勝利し、ベルトを奪取してみせた。3月にはマイク・フォックスとタッグチーム、チームATMで3月15日のNWAテキソマタッグ王座争奪トーナメントに出場して優勝し、王座を戴冠。7月13日、NWAヒューストンにてNWAローンスターヘビー級王座を賭けて王者であるジャックス・デインとジェームス・クラクストンとのトリプルスレットマッチを行い勝利し、ベルトを奪取した。
9月20日、NWAヒューストンにてNWA世界ヘビー級王座を保持するロブ・コンウェイに挑戦するも敗戦。10月18日にはリベンジマッチの機会を与えられコンウェイに再挑戦するも返り討ちにされてしまった。以降、NWAローンスターヘビー級王座防衛戦を行い、11月15日にはレイモンド・ロウ、12月20日にはランス・ホイットと対戦して王座を防衛している。
2014年2月9日、新日本プロレスのPPV、THE NEW BEGINNING in HIROSHIMAにて自身のニックネームであるビッグダディ・ヤムヤム（Big Daddy Yum Yum）名義で同じくNWA加盟団体で活動しているマイケル・ターヴァーと共に参戦。NWA世界ヘビー級王座を保持する小島聡に挑戦し、NWAの会長であるブルース・サープの介入によって小島のペースを乱してムーンサルトプレスなどの飛び技を披露するも最後には小島を担ぎ上げたところを脱出されてしまい、ラリアットを喰らい敗戦した。続く2月11日、THE NEW BEGINNING in OSAKAにてターヴァーとタッグを組んでテンコジ（天山広吉 & 小島聡）とNWA世界タッグ王座次期挑戦者決定タッグマッチを行い、善戦するも敗戦した。
2月22日、NWAヒューストンにてジャックス・デインとNWAローンスターヘビー級王座を賭けて対戦し、防衛を果たす。3月29日のNWAヒューストンではスコット・サマーズを相手にNWAローンスターヘビー級王座防衛戦を行うが敗戦し、王座陥落となった。

## 得意技
カーブ・ストンプサーフボード・ロックからのストンプ。

## 獲得タイトル
NWA
- NWA北米ヘビー級王座 : 1回
- NWAローンスターヘビー級王座 : 1回
- NWAテキソマタッグ王座 : 1回

w / マイク・フォックス